# Finacle
Finacle（フィナクル）はインドIT企業インフォシスが開発した銀行へユニバーサル・バンキング機能を提供するコア・バンキング製品で、同社の元 CTO Sharad Hegde氏のリーダーシップの下で構築され2015年8月に EdgeVerve Systems Limitedの一部となった。84カ国で利用され、16億5千万人以上の顧客にサービスを提供している。 

## 沿革
2003年、インド最大の銀行、インドステイト銀行（State Bank of India、SBI）がインド国外の全支店にインフォシスの Finacle コア・バンキング、e-バンキングおよびトレジャリー・ソリューションを導入した。 SBI は 25カ国で Finacle を導入。同行のグローバルな事業運営は Finacle プラットフォーム、米国、英国およびインドの 3カ所のデータ・センターで標準化された。システム全体がアップグレードされる中、これら 3カ所のデータ・センターは後にインドの単一拠点に集約された。これにより、コスト削減を達成するとともに、同行はより多くの商品をより早く展開、提供できるようになった。
次に導入したのはシンガポールのDBS銀行（DBS Bank）である。同行はプログラムのコア・バンキング・プラットフォームとしてインフォシスの Finacle ユニバーサル・バンキング・ソリューションを選択した。同行はシンガポールと同地域の主要マーケットにおいて、コア・バンキング製品の提供サービス共に Finacle の導入に踏み切り、テクノロジー・プラットフォームを強化した。DBS Bank は 13カ国で Finacle を導入している。
2008年にはインド第2の政府系銀行、パンジャブ国立銀行（Punjab National Bank）が、Sun インフラおよび Oracle データベースを基盤とした 4,604 カ所のすべての支店と拡張カウンターに Finacle を導入した。同行は、ソリューションが記録的な速さで全支店に展開されたと話している。同行における Finacle プラットフォーム上の同時利用者数は 22,500人で、ピーク時の取引件数は 350万件に上る。
2009年に、ドバイの大手銀行2行（Emirates Bank と National Bank of Dubai）の合併により設立されたエミレーツNBDバンク（Emirates NBD）が、同地域における銀行の拡大計画の促進に向け、「合併の中核」ソリューションとして Finacle を導入した。
2011年には、計上価額 2千万米ドルのカリフォルニア州のユニオン・バンク（Union Bank N.A.）との提携により、Finacle はアメリカ市場に進出する予定だったが、同年に銀行側により提携は白紙撤回された。
南アフリカのスタンダード銀行（Standard Bank）も（南アフリカ以外の）アフリカ向け推奨ソリューションとして Finacle を選択。Finacle は、その柔軟性、スケーラビリティー、費用対効果および同行の他のシステムとの互換性から、理想的な選択肢となったのである。
2011年7月にナイジェリアが最初に Finacle での運用を開始し、2012年には2番目の国ナミビアで Finacle が本稼働となった。マラウイ、ウガンダ、タンザニア、ザンビアおよびボツワナで Finacle の運用開始が進行中である。[11]
Kotak Mahindra Bank が 2012年5月に Finacle コア・バンキング・ソリューション・プラットフォームを導入。同行のレガシー・コア・バンキング・システムを置き換える全導入工程は業務の中断なく 18カ月で完了した。機能および技術の両面において同行には Finacle 10 が最適であると判断された。コタック・マヒンドラ銀行（Kotak Mahindra Bank）はマハラシュトラ州ムンバイを本拠地とする時価総額でインド第4位の民間銀行である。
2012年10月、フィリピンの民間国内商業銀行、リサール商業銀行（Rizal Commercial Banking Corporation（RCBC））が業務の変革と益々競争が激化する消費者金融市場での新たな成長機会の活用に向けて IBM システム Z サーバー上に Finacle を導入した。変革は RCBC の顧客に対するサービスの中断なく、スムーズに完了した。
2013年5月、トルコの民間銀行である Turkland Bank（T-Bank）[15] が顧客関係管理（CRM）と財務管理モジュールを含むインフォシス Finacle コア・バンキング・ソリューションの導入を完了した。同行は、インフォシス Finacle ソフトウェアのライブ導入により、商品をより迅速に展開し、経済が急速に成長する中で高まる個人および企業顧客のニーズに対応できるよう顧客サービスを改善することが可能になると話している。
2013年9月、インフォシスは、バンキング変革を簡略化する高度なユニバーサル・バンキング・ソリューション Finacle 11E の発売を発表した。コンポーネント・モデル上に構築された同ソリューションは、あらゆる規模の銀行に対し、リスクを削減しつつ段階的に業務を効率良く近代化するための支援を提供する。エンタープライズ・クラスのコンポーネントにより、あらゆるチャネルで銀行の効率と顧客の体験の改善が期待できる。Finacle パッケージに新たに追加されたエンタープライズ・コンポーネントには、支払、マルチチャネル・フレームワーク、オファーとカタログ、流動性管理、ダッシュボードなどがある。
2014年11月には、米国のダイレクト・バンキングおよび支払サービスの大手ディスカバー・ファイナンシャル・サービシズ（Discover Financial Services（NYSE: DFS）での Finacle™ ）コア・バンキング・ソリューション導入に成功した。
2015年初頭、First Merchant Bank of Malawi（FMB）がマラウイ国内の全支店に Finacle の運用を展開することに成功。最近、Standard bank Malawi も 2018年半ばまでに Finacle の運用を展開する計画を明らかにしている。
Finacle は Qantas Credit Union とのプライベート・クラウド上にソリューションを導入する契約も獲得している。